# 纤细羽衣草
纤细羽衣草（学名：Alchemilla gracilis）是蔷薇科羽衣草属的植物。分布在北欧、中欧以及中国大陆的甘肃、陕西、山西、新疆、四川等地，生长于海拔1,700米至3,500米的地区，多生长于高山草原和疏密林下，目前尚未由人工引种栽培。
其种加词来源于拉丁文“gracilis”，意为“纤细的”。